# Arkadiusz Huzarek
Arkadiusz Radosław Huzarek (ur. 20 stycznia 1974) – polski prawnik, menedżer i urzędnik państwowy, w 2007 podsekretarz stanu w Ministerstwie Finansów.

## Życiorys
Absolwent Wydziału Prawa i Administracji Uniwersytetu Marii Curie-Skłodowskiej w Lublinie (1998). W latach 1999–2001 zatrudniony jako specjalista w Departamencie Spraw Europejskich Ministerstwa Spraw Wewnętrznych i Administracji. Od 2001 do 2005 pracował jako prawnik w KBC Towarzystwie Funduszy Inwestycyjnych, a w latach 2005–2006 w Towarzystwie Ubezpieczeń i Reasekuracji „Warta” oraz w Towarzystwie Ubezpieczeń na życie „Warta”. W 2006 został dyrektorem Departamentu Rozwoju Rynku Finansowego w Ministerstwie Finansów. Z ramienia ministra finansów zasiadał w Komisji Nadzoru Finansowego oraz Komitecie Usług Finansowych przy Radzie Unii Europejskiej. Był także członkiem rad nadzorczych Giełdy Papierów Wartościowych oraz Bankowego Funduszu Gwarancyjnego, a także przewodniczącym Rady Nadzorczej Korporacji Ubezpieczeń Kredytów Eksportowych i członkiem Rady Zarządzającej Funduszu Emerytalnego Rady Europy.
5 marca 2007 powołany na stanowisko podsekretarza stanu w Ministerstwie Finansów. 8 listopada tego samego roku odwołany ze stanowiska. Pracował później jako prezes zarządu spółek inwestycyjnych i doradca z zakresu funduszy inwestycyjnych.